# Pithecellobium excelsum
Pithecellobium excelsum là một loài thực vật có hoa trong họ Đậu. Loài này được (Kunth) Mart. miêu tả khoa học đầu tiên.